# Elecciones municipales de Maynas de 1980
Las elecciones municipales de Maynas de 1980 se llevaron a cabo el 23 de noviembre de 1980 para elegir al alcalde y al Concejo Provincial de Maynas para el periodo 1981-1983. La elección se celebró simultáneamente con elecciones municipales en todo el país. Fueron las primeras elecciones municipales en la provincia desde 1966, tras 12 años de gobierno militar.

## Sistema electoral
La Municipalidad Provincial de Maynas es el órgano administrativo y de gobierno de la provincia de Maynas. Está compuesta por el alcalde y el Concejo Provincial.
La votación del alcalde y el concejo se realiza en base al sufragio universal, que comprende a todos los ciudadanos nacionales mayores de dieciocho años, empadronados y residentes en la provincia de Maynas y en pleno goce de sus derechos políticos, así como a los ciudadanos no nacionales residentes y empadronados en la provincia de Maynas.
El Concejo Provincial de Maynas está compuesto por 19 regidores elegidos por sufragio directo para un período de tres (3) años, en forma conjunta con la elección del alcalde (quien lo preside). La votación es por lista cerrada y bloqueada. Se asigna a cada lista los escaños según el método d'Hondt.

## Partidos y candidatos
A continuación se muestra una lista de los principales partidos y alianzas electorales que participaron en las elecciones:
| Candidatura | Candidatura | Partidos y alianzas | Candidatos | Candidatos                 | Ideología                                               | Ref. |
| ----------- | ----------- | --- | ---------- | -------------------------- | ------------------------------------------------------- | ---- |
|             | AP          | Lista - Acción Popular (AP) |            | Luis Lozano Lozano         | Humanismo Nacionalismo cívico Reformismo                |      |
|             | APRA        | Lista - Partido Aprista Peruano (APRA) |            | José Valera Suárez         | Aprismo                                                 |      |
|             | PPC         | Lista - Partido Popular Cristiano (PPC) |            | Sin información disponible | Conservadurismo social Humanismo Democracia cristiana   |      |
|             | IU          | Lista - Izquierda Unida (IU) – Unión de Izquierda Revolucionaria (UNIR) – Unidad Democrático Popular (UDP) – Partido Socialista Revolucionario (PSR) – Partido Comunista Revolucionario (PCR) – Partido Comunista Peruano (PCP) – Frente Obrero Campesino Estudiantil y Popular (FOCEP) |            | Sin información disponible | Marxismo-leninismo Mariateguismo Socialismo democrático |      |
|             | IND         | Lista - Lista Independiente N° 5 |            | Sin información disponible | Localismo mayneño                                       |      |
|             | IND         | Lista - Lista Independiente N° 11 |            | Sin información disponible | Localismo mayneño                                       |      |

## Resultados

### Sumario general
|                        |                                 |              |              |              |           |           |
| Partidos y coaliciones | Partidos y coaliciones          | Voto popular | Voto popular | Voto popular | Regidores | Regidores |
| Partidos y coaliciones | Partidos y coaliciones          | Votos        | %            | +/−          | Total     | +/−       |
|                        | Acción Popular (AP)             | 16,659       | 33.50        | n/a          | 7         | n/a       |
|                        | Partido Aprista Peruano (APRA)  | 16,516       | 33.23        | n/a          | 7         | n/a       |
|                        | Lista Independiente N° 11       | 6,597        | 13.27        | n/a          | 2         | n/a       |
|                        | Lista Independiente N° 5        | 5,632        | 11.33        | n/a          | 2         | n/a       |
|                        | Izquierda Unida (IU)            | 2,291        | 4.61         | n/a          | 1         | n/a       |
|                        | Partido Popular Cristiano (PPC) | 1,156        | 2.32         | n/a          | 0         | n/a       |
|                        | Lista Independiente N° 9        | 678          | 1.36         | n/a          | 0         | n/a       |
|                        | Lista Independiente N° 3        | 192          | 0.39         | n/a          | 0         | n/a       |
|                        |                                 |              |              |              |           |           |
| Total                  | Total                           | 49,721       |              |              | 19        | n/a       |
|                        |                                 |              |              |              |           |           |
| Votos válidos          | Votos válidos                   | 49,721       | 92.33        | n/a          |           |           |
| Votos en blanco        | Votos en blanco                 | 2,620        | 4.87         | n/a          |           |           |
| Votos nulos            | Votos nulos                     | 1,511        | 2.81         | n/a          |           |           |
| Votos emitidos         | Votos emitidos                  | 53,852       | 68.48        | n/a          |           |           |
| Abstenciones           | Abstenciones                    | 24,789       | 31.52        | n/a          |           |           |
| Votantes registrados   | Votantes registrados            | 78,641       |              |              |           |           |
|                        |                                 |              |              |              |           |           |
| Fuente:                |                                 |              |              |              |           |           |

### Concejo Provincial de Maynas
| Cargo                         | Autoridad electa            | Partido político | Partido político          |
| ----------------------------- | --------------------------- | ---------------- | ------------------------- |
| Alcalde Provincial de Maynas  | Luis Lozano Lozano          |                  | Acción Popular            |
| Regidor Provincial de Maynas  | Víctor Velásquez Cárdenas   |                  | Acción Popular            |
| Regidor Provincial de Maynas  | Víctor Zegarra Tuesta       |                  | Acción Popular            |
| Regidor Provincial de Maynas  | Felizardo Estela Campos     |                  | Acción Popular            |
| Regidor Provincial de Maynas  | Armando Ruiz Saavedra       |                  | Acción Popular            |
| Regidor Provincial de Maynas  | Sebastián Goncalves Gonzalo |                  | Acción Popular            |
| Regidora Provincial de Maynas | Socorro Peña Jiménez        |                  | Acción Popular            |
| Regidor Provincial de Maynas  | Augusto Padilla Yepez       |                  | Acción Popular            |
| Regidor Provincial de Maynas  | Carlos Noriega Linares      |                  | Partido Aprista Peruano   |
| Regidor Provincial de Maynas  | Elmer Díaz Hidalgo          |                  | Partido Aprista Peruano   |
| Regidor Provincial de Maynas  | José Pereyra Miranda        |                  | Partido Aprista Peruano   |
| Regidor Provincial de Maynas  | Germán Paz Brignole         |                  | Partido Aprista Peruano   |
| Regidor Provincial de Maynas  | Nilo Zumaeta Ramírez        |                  | Partido Aprista Peruano   |
| Regidor Provincial de Maynas  | Ernesto Salazar Sánchez     |                  | Partido Aprista Peruano   |
| Regidor Provincial de Maynas  | Juan del Cuadro López       |                  | Partido Aprista Peruano   |
| Regidor Provincial de Maynas  | Sin información disponible  |                  | Lista Independiente N° 11 |
| Regidor Provincial de Maynas  | Sin información disponible  |                  | Lista Independiente N° 11 |
| Regidor Provincial de Maynas  | Sin información disponible  |                  | Lista Independiente N° 5  |
| Regidor Provincial de Maynas  | Sin información disponible  |                  | Lista Independiente N° 5  |
| Regidor Provincial de Maynas  | Sin información disponible  |                  | Izquierda Unida           |

## Elecciones municipales distritales

### Resultados por distrito
La siguiente tabla enumera el control de los distritos de la provincia de Maynas.
| Distrito       | Alcalde(sa) electo(a)                          | Partido político                               | Partido político                               |
| -------------- | ---------------------------------------------- | ---------------------------------------------- | ---------------------------------------------- |
| Alto Nanay     | Gilberto del Águila Dávila                     |                                                | Acción Popular                                 |
| Fernando Lores | Alberto Vargas Chávez                          |                                                | Acción Popular                                 |
| Indiana        | Juan Chucle Chuquimune                         |                                                | Acción Popular                                 |
| Las Amazonas   | Luis Inuma Sinarahua                           |                                                | Acción Popular                                 |
| Mazán          | Manuel Verpillot Rodríguez                     |                                                | Acción Popular                                 |
| Napo           | Mauro Marín Ahuanari                           |                                                | Acción Popular                                 |
| Putumayo       | Gerardo Álvarez Vázquez                        |                                                | Acción Popular                                 |
| Torres Causana | Elecciones municipales complementarias de 1981 | Elecciones municipales complementarias de 1981 | Elecciones municipales complementarias de 1981 |
| Yaquerana      | Sin información disponible                     | Sin información disponible                     | Sin información disponible                     |